# Taraba major
El batará mayor (en Argentina, Colombia, México, Nicaragua y Venezuela) (Taraba major), también denominado batará grande (en Colombia, Costa Rica y Perú), batará blanco y negro, chororó (en Argentina y Paraguay), hormiguero mayor (en Nicaragua) u hormiguero grande (en Honduras), es una especie de ave paseriforme de la familia Thamnophilidae. Es el único integrante del género monotípico Taraba. Se encuentra desde el sur de México, por América Central y del Sur hasta el centro de Argentina.

## Distribución y hábitat
Se distribuye por toda la América tropical (Neotrópico), en México, Guatemala, Belice, Honduras, Nicaragua, Costa Rica, Panamá, Colombia, Venezuela, Trinidad y Tobago, Guyana, Surinam, Guayana francesa, Brasil, Ecuador, Perú, Bolivia, Paraguay y Argentina.
Esta especie es ampliamente diseminada y localmente común en una variedad de hábitats naturales que incluyen enmarañados de vegetación densa, clareras, bosques secundarios, matorrales, bordes de selvas, tanto húmedos como caducifolios, principalmente debajo de los 1 500 m de altitud; en caatingas, cerrados, palmerales del Pantanal y bosques secos. Permanece a una altura entre 1 a 5 m del suelo.

## Descripción
En promedio mide 20 cm de longitud y pesa entre 50 y 70 g. Presenta dimorfismo sexual evidente. Presenta un penacho corto, despeinado. El pico es negro, fuerte y terminado en gancho, la base de la mandíbula es gris celeste. El iris es rojo intenso.  Patas gris celeste. Las partes superiores (corona, los lados de la cabeza, la nuca y el dorso) en el macho son negros y en la hembra son de color castaño rojizo o rufo. Las partes inferiores (garganta, el pecho y el vientre) son blancos. Presenta barras alares angostas y blancas sobre fondo negro, nítidas en el macho; las aves del sur y este presentan la cola con barras blancas; las hembras no presentan las barras blancas en la cola y las alas. También una mancha escondida en la mitad de la espalda y flancos fuliginosos. La parte inferior de la grupa presenta un tinte color ante. Las áreas loreal y orbital son negruzcas. 

## Comportamiento
Generalmente andan en parejas y son relativamente confiados. Recolecta alimentos en el suelo y en el follaje hasta los 2 m de altura. Usualmente no sigue bandadas mixtas, pero esto parece ser más frecuente hacia el sur.

### Alimentación
Su dieta es muy variada y consiste principalmente de todo tipo de insectos, arácnidos, y también  crustáceos, moluscos, roedores, semillas y hasta huevos de aves.

### Reproducción
Vive generalmente en parejas territoriales, que se reproducen entre abril y junio (en Centroámerica), entre septiembre y febrero en el sur de Surámerica. Construye el nido en arbustos, enredaderas o en matorrales, hierbas altas. A baja altura (0,80 m, más bajo) y media altura (3,5 m, más alto). Oculto o semiexpuesto. Es elaborado, tiene forma de tazón o semiesfera, colgante, atado en su borde superior a horquetas o ramitas. Emplea en la construcción fibras vegetales y tallos de hierbas. Puede ocupar el mismo nido en más de una oportunidad. La hembra deposita 2 o 3 huevos, ovoidales o elípticos, que miden en promedio 28 x 21 mm. Tienen la base blanca o blanquecina con pintas y rayitas gris claro, oscuro y pardas, distribuidas por toda la superficie pero más concentradas en el polo mayor. La pareja construye, incuba y cría a los pichones. El período de incubación es de 11 a 12 días. Demora en la construcción del nido de 8 a 10 días. El período de incubación es de 16 a 17 días. Los huevos son puestos en días alternados. Los pichones nacen en 24 horas y permanecen en el nido entre 16 y 17 días. Ambos sexos incuban y crían a los pichones. Sufre parasitismo de puesta por Molothrus bonariensis.

### Vocalización
Las vocalizaciones son muy variadas. Puede ser localizado fácilmente por su canto, un «puk-puk-puk...» compuesto por 30-40 notas. También emite un ronquido seco «churrrr». El canto es una serie larga de notas «caan» nasales, cada vez más rápidas, que puede terminar en una o dos notas «craaan» ásperas. También da varios llamados matraqueados, ásperos, e notas «caan».

## Sistemática

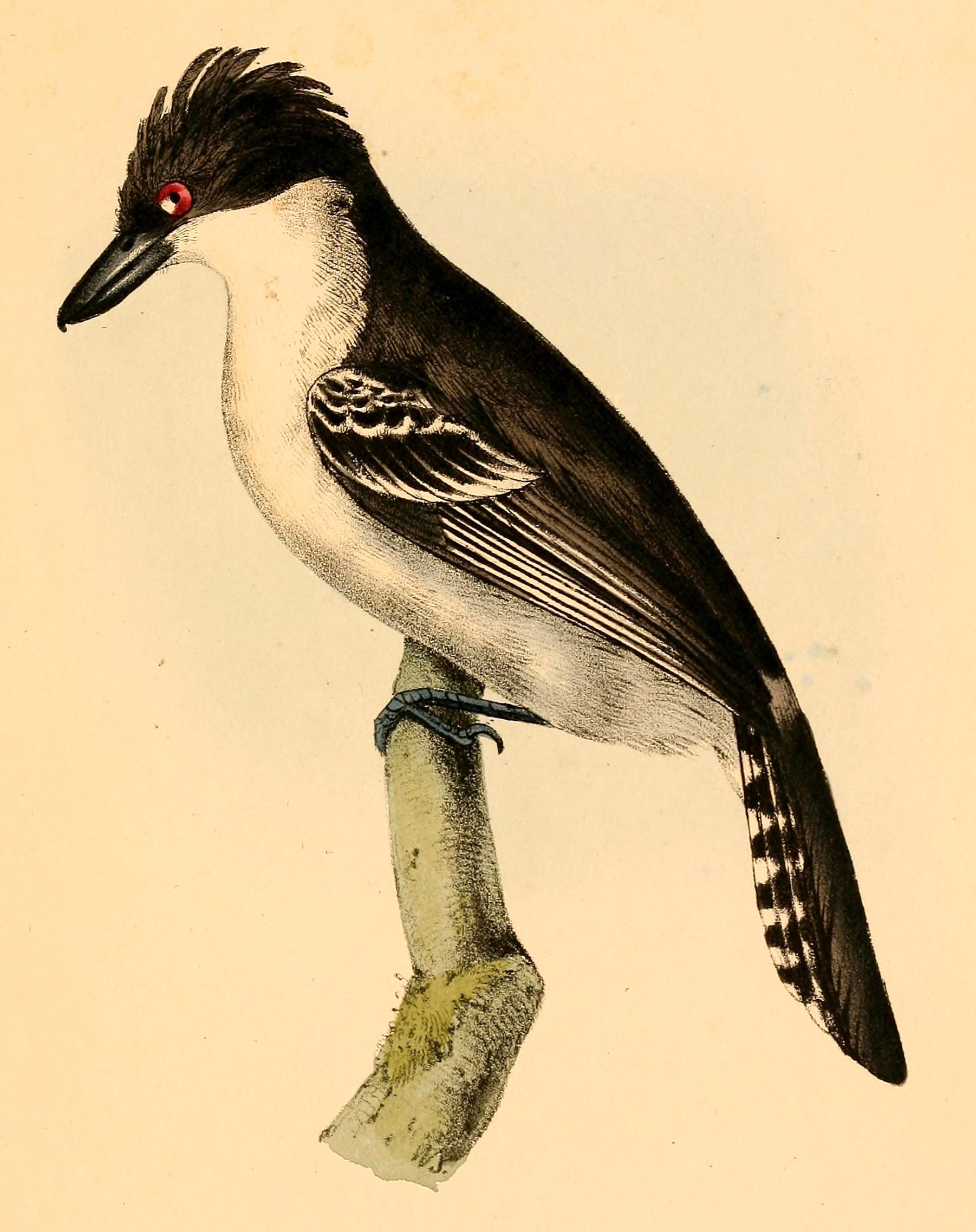
Taraba major (macho), ilustración de Swainson para A selection of the birds of Brazil and Mexico, 1841.

### Descripción original
La especie T. major fue descrita por primera vez por el naturalista francés Louis Pierre Vieillot en 1816 bajo el nombre científico Thamnophilus major; la localidad tipo es: «Paraguay».
El género Taraba fue descrito por el naturalista francés René-Primevère Lesson en 1830.

### Etimología
El nombre genérico «Taraba» es un anagrama del nombre de género Batara, Lesson, 1830; y el nombre «major» proviene del latín «maior, maioris»; más grande, mayor.

### Taxonomía
Existen dos tipos principales de plumajes: uno al norte y oeste de los Andes (subespecies melanocrissus, obscurus, transandeanus, granadensis), y otra al este de los Andes (el resto de las subespecies); las dos poblaciones pueden merecer el rango de especies separadas si se comprueba substancialmente la aparente parapatría en Venezuela (Miranda) y las posibles diferencias significativas en las vocalizaciones. De otra forma, las diferencias de plumaje en las poblaciones de Centroámerica y de la pendiente del Pacífico parecen ser clinales, y el reconocimiento de subespecies geográficas posiblemente no sea garantizado, se requieren más estudios. Las diferencias de plumaje y de vocalización de las subespecies orientales son más substanciales, pero se precisa un análisis más cuidadoso para determinar el grado de intergradación y la constancia de caracteres. 

### Subespecies
Según la clasificación del Congreso Ornitológico Internacional (IOC) (Versión 7.1, 2017) y Clements Checklist v.2016,  se reconocen 10 subespecies, con su correspondiente distribución geográfica:
- Taraba major melanocrissus (P. L. Sclater, 1860) – pendiente caribeña desde el este de México (este de San Luis Potosí al sur hasta el norte de Oaxaca, Tabasco y norte de Chiapas) hacia el sur hasta el oeste de Panamá (Bocas del Toro, en la región de Almirante Bay).
- Taraba major obscurus J. T. Zimmer, 1933 – oeste de Costa Rica (pendiente del Pacífico), Panamá (excepto región de  Almirante Bay) y oeste de Colombia (medio valle del Cauca, y pendiente del Pacífico excepto el extremo suroeste).
- Taraba major transandeanus (P. L. Sclater, 1855) – pendiente del Pacífico del extremo suroeste de Colombia (Nariño), oeste de Ecuador, y extremo noroeste de Perú (Tumbes).
- Taraba major granadensis (Cabanis, 1872) – norte y centro de Colombia (pendiente del Caribe desde Magdalena al sur hasta Córdoba, en el sur en el valle del Magdalena hasta Tolima, y en la base de los Andes orientales en Arauca, Casanare, Boyacá y Meta) y noroeste de Venezuela (Zulia y Táchira hacia el este hasta el oeste de Miranda).
- Taraba major semifasciatus (Cabanis, 1872) – extremo este de Colombia (Vichada), y noreste y sur de Venezuela (este de Miranda hacia el este hasta la península de Paria, y al sur del río Orinoco), Trinidad, las Guayanas, y noreste y centro sur de la Amazonia brasileña (al sur hasta el río Negro y río Amazonas y, al sur del Amazonas, desde el extremo este del estado de Amazonas hacia el este hasta el oeste de Maranhão y hacia el sur hasta el norte de Mato Grosso y noroeste de Goiás).
- Taraba major duidae Chapman, 1929 – cerro Duida en Amazonas, sur de Venezuela.
- Taraba major melanurus (P. L. Sclater, 1855) – sureste de Colombia (Caquetá, Putumayo, Amazonas), este de Ecuador, este de Perú y suroeste de la Amazonia brasileña (al sur del Amazonas en el oeste del estado de Amazonas y Acre hacia el este hasta el medio río Purús y margen norte del río Abunã).
- Taraba major borbae (Pelzeln, 1868) – centro sur de la Amazonia brasileña (este de Amazonas a lo largo de los ríos Purús y Madeira, y extremo norte de Rondônia).
- Taraba major stagurus (M. H. K. Lichtenstein, 1823) – este y noreste de Brasil (este de Maranhão al este hasta Pernambuco y al sur hasa el este de Minas Gerais y Espírito Santo).
- Taraba major major (Vieillot, 1816) – norte y este de Bolivia, centro sur de Brasil (sur de Mato Grosso, sur de Goiás, oeste de Minas Gerais, Mato Grosso do Sul y oeste de São Paulo), oeste de Paraguay (hacia el este hasta ambas orillas del río Paraguay) y norte y centro de Argentina (al sur hasta Córdoba y norte de Buenos Aires).